# الحومرة (يافع)

تعديل مصدري - تعديل

الحومرة هي إحدى قرى عزلة لبعوس بمديرية يافع التابعة لمحافظة لحج، بلغ تعداد سكانها 82 نسمة حسب تعداد اليمن لعام 2004.